# Hypopleuron caninum
Hypopleuron caninum är en fiskart som beskrevs av Smith och Radcliffe, 1913. Hypopleuron caninum ingår i släktet Hypopleuron och familjen Ophidiidae. Inga underarter finns listade i Catalogue of Life.